# 伊朗地肤
伊朗地肤（学名：Kochia iranica）为苋科地肤属的植物。分布在伊朗、阿富汗、中亚地区以及中国大陆的新疆、甘肃等地，生长于海拔600米至1,700米的地区，常生长在戈壁滩，目前尚未由人工引种栽培。